# Целинное (Аккайынский район)
Целинное (каз. Целинное) — упразднённое село в Аккайынском районе Северо-Казахстанской области Казахстана. Входило в состав Черкасского сельского округа. Упразднено  совместным решением акима Северо-Казахстанской области и областного маслихата №16/6 от 27 мая 2005 года. 

## История
Указом ПВС Казахской ССР от 16.08.1971 года посёлку отделения №3 совхоза «Черкасский» присвоено наименование село Целинное.

## Население
В 1989 году население села составляло 202 человека. Национальный состав: казахи.
По данным переписи 1999 года, в селе проживало 19 человек (11 мужчин и 8 женщин).